# Амілопектин
Амілопектин (від дав.-гр. ἄμυλος — «пиріг з тонкого борошна»,  πηκτός — збитий, згуртований) — один з основних  полісахаридів крохмалю, що складається з розгалужених ланцюжків молекул  глюкози, моносахаридні залишки пов'язані α (1 → 4) і α (1 → 6) глікозидними зв'язками.
Подібно до амілози, амілопектин складається з α-D-глюкози, з'єднаної переважно через α-1,4 зв'язки. Аміпопектин має набагато більш розгалужену структуру ніж амілоза: 4—5 % глікозидних зв'язків є α-1,6 зв'язками. Такий ступінь розгалуженості означає, що в середньому окремий ланцюжок амілопектину складається лише з 20-25 глюкозних залишків. Молекулярна маса амілопектину перевищує 108 — це величезна молекула, одна з найбільших з існуючих у природі. Якщо указана вище молекулярна маса молекули правильна, то така молекула має 595 238 радикалів глюкози (108/168; 168 — це молекулярна маса ангідроглюкозної ланки) або 29762 ланцюжків, ступінь полімеризації яких в середньому становить 20.
Вважається, що розгалуження ланцюгів амілопектину має випадковий характер. У молекули присутні три типи ланцюгів: А-ланцюги, що складаються з глюкози, з'єднаної через α-1,4 зв'язки, В-ланцюги, що складаються з глюкози, приєднаної через α-1,4 і α-1,6 зв'язки, і С-ланцюги, що складаються з глюкози, приєднаної через α-1,4 і α-1,6 зв'язки, і редукуючої групи. Таким чином, А-ланцюги не розгалужуються, В-ланцюги мають розгалуження, а зчепившись мають розгалуження і єдину редукуючу групу.
Структуру амілопектину найкраще досліджувати за допомогою набору ферментів, які частково руйнують молекулу вельми специфічним чином. Одним з таких ферментів є α-амілаза, яка впливає на нередукуючі кінці ланцюжків крохмалю і руйнує кожен другий α-1,4 зв'язок. α-Амілаза не може перейти через точку розгалуження на інші ланцюжки крохмалю, і таким чином вона відновлює лінійний ланцюжок до мальтози (дві молекули глюкози, з'єднані через α-1,4 зв'язку), але за місцем розгалуження залишаються два або три радикала глюкози, залежно від того, парна чи непарна кількість радикалів глюкози мав вихідний ланцюг за місцем розгалуження. Під впливом β-амілази амілопектин розпадається приблизно на 55 %. Продуктами реакції є мальтоза і крупний радикал βLD (β-граничний декстрин) з великою молекулярною масою (104).
Для подальшого аналізу структури амілопектину використовуються два інших ферменти, які розщеплюють розгалужені структури: пуллуланаза і ізоамілаза. Обидва цих ферменти гідролізують α-1,6 зв'язку, але не зв'язку α-1,4. Таким чином, при обробці амілопектину одним з цих ферментів руйнуються всі α-1,6 зв'язки і залишаються відносно короткі лінійні ланцюги. Визначивши відновну властивість на одиницю маси, можна підрахувати середню довжину ланцюжка амілопектину, рівну приблизно 25. Розподіл ланцюгів можна побачити, якщо піддати амілопектин гель-фільтрації за допомогою препарату Bio-Ge1 Р-10 або іншої подібної речовини. Розподілення є двовершинним, при цьому більша частина (за масою) має довжину в 19 глюкозних залишків, а інші (із найчисленніших ланцюгів) — близько 60.

## Властивості
Молекулярна маса сягає 1 000 000. З йодом дає червоно-фіолетове забарвлення. Майже не розчинний у холодній воді; в гарячій воді утворює драглисту частину клейстеру.

## Поширення в природі
Частка амілопектину в картопляному,  кукурудзяному, рисовому крохмалі — 76—81 %.
Існує пшениця з блокованим синтезом амілози, її крохмаль містить тільки амілопектин.